# 47e Pantserkorps
Het 47e Pantserkorps (Duits: Generalkommando XXXXVII. Panzerkorps) was een Duits legerkorps van de Wehrmacht tijdens de Tweede Wereldoorlog. Het korps was in actie aan het oostfront, eerst in de centrale sector en later in de zuidelijke. Na de terugtocht naar Moldavié in 1944 werd het korps naar Frankrijk verplaatst. Hier volgden gevechten in Normandië, Lotharingen, Nederland, de Ardennen, het Rijnland en uiteindelijk insluiting in de Ruhr-pocket.

## Krijgsgeschiedenis

### Oprichting
Het 47e Pantserkorps werd opgericht op 21 juni 1942 bij Zhizdra in Rusland door omdopen van het 47e Gemotoriseerde Korps.

### 1942/43
Het korps bleef het gehele jaar 1942 in vrijwel dezelfde stellingen gelegerd. In februari 1943 werd het korps uit het front genomen en naar het gebied zuidwestelijk van Orel verplaatst om daar het winteroffensief van de Sovjets in dit gebied op te vangen, die tussen Orel en Koersk oprukten naar het noordwesten. Dit lukte en daarna werd het korps in reserve gehouden rond Orel, als voorbereiding op het aanstaande Duitse zomeroffensief (Operatie Citadel). Voor dit offensief, de Slag om Koersk, vormde het korps de speerpunt van het 9e Leger en daarmee van Heeresgruppe Mitte. Het korps beschikte in dit offensief over een indrukwekkende strijdmacht: de 2e, 9e en 20e Pantserdivisies plus de 6e Infanteriedivisie. Het eerste doel waren de hoogten bij het dorp Ol'khovatka. De eerste dag werd en een flinke voortgang geboekt. Met name de 20e Pantserdivisie en het aan het korps toegevoegde Schwere Panzer-Abteilung 505 (uitgerust met 31 Tiger I’s) rukten verder op dan verwacht, wat meteen een flankdekkingsprobleem opleverde. De tweede dag stond voornamelijk in het teken van afweren van sterkte tanktegenaanvallen van de Sovjets. Op 8 juli probeerden de Duitsers het met een gebalde aanval met de tankeenheden van de 2e en 4e Pantserdivisies plus sPzAbt 505, samengevat als Panzerbrigade Burmeister. Deze aanval kwam echter niet vooruit. Na een dag pauze werd alsnog een aanval uitgevoerd op de hoogte bij Ol'khovatka op 10 juli, maar ook deze mislukte. Dat was eigenlijk het einde van de aanvallen in de noordelijke sector. Twee dagen later lanceerden de Sovjets in de Orjol-frontboog hun Operatie Kutuzov en de Duitsers begonnen al troepen te onttrekken om deze operatie het hoofd te bieden. Het korps moest in de daaropvolgende weken langzaam uitwijken naar het noordwesten, richting Orel. Medio augustus werd het korps naar Heeresgruppe Süd getransporteerd en kwam aan bij Dnepropetrovsk en kwam daarna in actie noordelijk van Poltava. In de tweede helft van september volgde een terugtocht naar de Dnjepr en een overtocht over de brug over bij Krementsjoek. Vervolgens nam het korps stelling achter de Dnjepr tussen Krementsjoek en Tsjerkasy en bleef enkele maanden in deze positie. In december werd het korps  daar aangevallen door Sovjet troepen van het 2e Oekraïense Front komend vanaf Krementsjoek en moest een stuk wijken.

### 1944

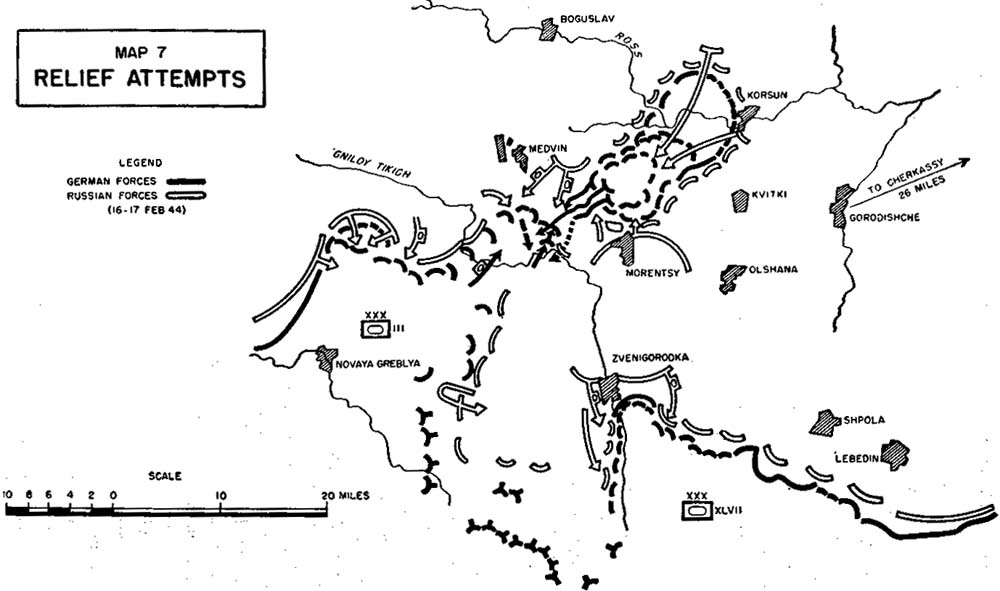
Situatie rond de omsingeling van Tsjerkasy

Eind januari 1944 werden het 11e en 42e Legerkorps omsingeld bij Tsjerkasy (Slag om Korsun). Het 47e Pantserkorps werd ingezet om vanuit het zuiden te proberen de omsingelde troepen te ontzetten. Maar wegens zwakte van de pantserdivisies onder bevel en de sterkte van de Sovjets lukte dat niet. Gelukkig lukte het ontzet door het 3e Pantserkorps wél. Begin maart werd het korps vol aangevallen en moest terug over de Zuidelijke Boeg, via Balta richting de Dnjestr bij Rybnitsa eind maart. Vanaf daar ging het terug naar het zuiden naar het gebied ten noordwesten van Chisinau begin april. Daar volgden in de maand april nog hevige defensieve gevechten tot de frontlijn hier tot rust kwam.
Het korps werd in mei 1944 naar Frankrijk getransporteerd en werd daar reserve van Heeresgruppe B, gelegerd aan de Seine in Les Andelys. Na de geallieerde invasie in Normandië (Operatie Overlord) werd het korps vanaf 12 juni ingezet rond het invasie-bruggenhoofd. Het korps nam hier de midden-sector onder zijn hoede (ten zuiden van Bayeux). In het algemeen kon het korps de meeste aanvallen redelijk weerstaan, en moest slechts langzaam en weinig terug. Pas nadat de Amerikanen vanaf 25 juli bij Saint-Lô doorgebroken waren, kwam er sterke beweging in het front. Het korps werd ingezet om de uitbraak in te dammen, hetgeen niet lukte. Vervolgens kreeg het korps de taak om op 6 augustus 1944 tussen de plaatsen Mortain en Avranches te proberen de uitbraak “af te knijpen” (Operatie Lüttich), hetgeen mislukte, waarna het korps omsingeld werd met het grootse deel van de Duitse troepen in Normandië in de Zak van Falaise. Het korps kon (onder zware verliezen) ontsnappen en trok terug naar het oosten, via het gebied Parijs, via Bar-le-Duc naar de omgeving tussen Metz en Nancy. In dit gebied, (Lotharingen, was het korps gedurende 7 weken verwikkeld in hevige gevechten met Amerikaanse troepen van het 3e Leger. Medio oktober werd het korps verplaatst naar het gebied tussen Wesel en Venlo. Vanaf hier werd het korps ingezet voor een 4 daagse afleidingsaanval op de 7e Amerikaanse Tankdivisie bij Meijel in de Peel. Voor deze aanval beschikte het korps over de 9e Pantserdivisie en de 15e Pantsergrenadierdivisie. Na deze beperkte aanval werd het korps snel weer teruggetrokken over de Maas. Na deze inzet werd het korps voorbereid voor het Ardennenoffensief. Hiervoor beschikte het korps over de 2e Pantserdivisie, de Panzer-Lehr-Division en de 26e Volksgrenadierdivisie. Het korps rukte snel op, kon Bastenaken niet innemen en trok verder richting de Maas. De twee pantserdivisie kwamen het meest westelijk van het hele offensief, bijna tot aan de Maas. Later vormde het korps samen met het 39e Pantserkorps tijdelijk de Armeegruppe von Lüttwitz, voor een tegenoffensief om de Amerikaanse corridor naar Bastenaken weer te sluiten. Dit mislukte en ook het gehele Ardennenoffensief liep dood en het korps trok daarop terug naar de Duitse grens.

### 1945
Na de terugtrekking uit de Ardennen werd het korps eind januari 1945 verplaatst en kwam het korps met zijn twee divisies (116e Pantserdivisie en 15e Pansergrenadierdivisie) in reserve bij Düren. Op 8 februari lanceerden de Britten Operatie Veritable, ook bekend als de Slag om het Reichswald. Ze kwamen moeizaam vooruit en vanaf 12 februari werd het korps met zijn twee divisies ingezet. De tegenaanval van het korps mislukte echter. Daarna restte een taaie verdediging, langzaam teruggaand naar de Rijn bij Wesel. Daarna ging het korps in reserve bij Doetinchem met nog steeds dezelfde twee divisies. Op 23 maart startten de Britten Operatie Plunder, de oversteek over de Rijn. Het korps werd vrijwel meteen ingezet voor tegenaanvallen, maar vergeefs. Het korps werd nu naar het oosten gedreven en daarna naar het zuiden, de Ruhrkessel in. Hier nam het korps de verdediging op zich rond Dortmund.
Het 47e Pantserkorps werd op 6 april 1945 omgedoopt in Armee-Abteilung von Lüttwitz. 

## Bovenliggende bevelslagen
| Leger               | Legergroep              | Plaats/regio                | Begin               | Eind                |
| ------------------- | ----------------------- | --------------------------- | ------------------- | ------------------- |
| 2. Panzerarmee      | Heeresgruppe Mitte      | Brjansk, Orel               | 21 juni 1942        | juli 1943           |
| 9. Armee            | Heeresgruppe Mitte      | Orel                        | juli 1943           | augustus 1943       |
| 8. Armee            | Heeresgruppe Süd        | Poltava, Dnjepr, Kirovograd | september 1943      | 1 april 1944        |
| 8. Armee            | Heeresgruppe Südukraine | Chisinau                    | 1 april 1944        | april 1944          |
| direct onder bevel  | Heeresgruppe B          | Les Andelys                 | mei 1944            | 12 juni 1944        |
| 7. Armee            | Heeresgruppe B          | Normandië                   | 12 juni 1944        | 28 juni 1944        |
| Panzergruppe West   | Heeresgruppe B          | Normandië                   | 28 juni 1944        | 28 juli 1944        |
| 7. Armee            | Heeresgruppe B          | Normandië                   | 29 juli 1944        | augustus 1944       |
| 1. Armee            | Heeresgruppe B          | Metz                        | augustus 1944       |                     |
| 5. Panzerarmee      | Heeresgruppe G          | Lotharingen                 | september 1944      | 16 oktober 1944     |
| 19. Armee           | Heeresgruppe G          | Lotharingen                 | 16 oktober 1944     | 17 oktober 1944     |
| direct onder bevel  | Heeresgruppe B          | Nederrijn                   | 17 oktober 1944     | 25 oktober 1944     |
| 1. Fallschirm-Armee | Heeresgruppe B          | Nederrijn, Peel             | 25 oktober 1944     | 11 november 1944    |
| direct onder bevel  | OB West                 | Nederrijn                   | 11 november 1944    | 16 november 1944    |
| 15. Armee           | Heeresgruppe B          | Nederrijn                   | 16 november 1944    | medio december 1944 |
| 5. Panzerarmee      | Heeresgruppe B          | Ardennen                    | medio december 1944 | januari 1945        |
| direct onder bevel  | OB West                 | Düren                       | februari 1945       | 10 februari 1945    |
| 1. Fallschirm-Armee | Heeresgruppe H          | Rijnland                    | 11 februari 1945    | 31 maart 1945       |
| direct onder bevel  | Heeresgruppe B          | Roergebied                  | 1 april 1945        | 6 april 1945        |

## Commandanten
| Rang                     | Naam                           | Begin             | Eind             |
| ------------------------ | ------------------------------ | ----------------- | ---------------- |
| General der Panzertruppe | Joachim Lemelsen               | 28 september 1944 | 14 oktober 1943  |
| General der Panzertruppe | Heinrich Eberbach              | 14 oktober 1943   | 22 oktober 1943  |
| General der Panzertruppe | Joachim Lemelsen               | 22 oktober 1943   | 4 november 1943  |
| General der Panzertruppe | Erhard Raus                    | 4 november 1943   | 25 november 1943 |
| General der Infanterie   | Rudolf von Bünau               | 25 november 1943  | 31 december 1943 |
| General der Panzertruppe | Nikolaus von Vormann           | 31 december 1943  | 4 maart 1944     |
| General der Panzertruppe | Hans Freiherr von Funck        | 4 maart 1944      | 4 september 1944 |
| General der Panzertruppe | Heinrich Freiherr von Lüttwitz | 4 september 1944  | 6 april 1945     |

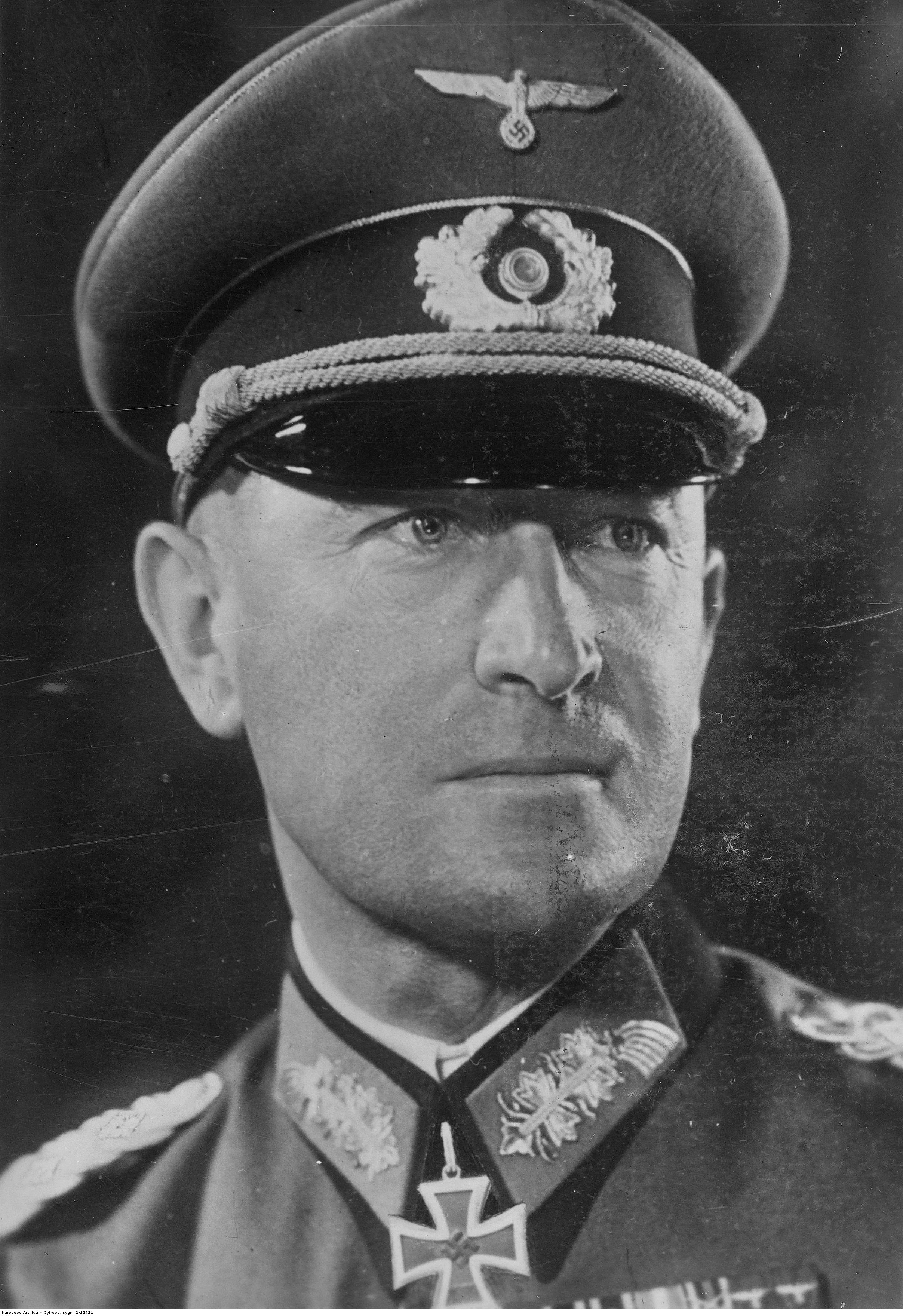
General Joachim Lemelsen

General Eberbach nam slecht tijdelijk waar voor General Lemelsen.